# Campeonato Ecuatoriano de Fútbol Femenino 2017-18
El Campeonato Ecuatoriano de Fútbol Femenino 2017-18 fue la 5.ª edición de la Serie A Femenina del fútbol ecuatoriano. El torneo es organizado por la Comisión Nacional de Fútbol Aficionado, anexa a la Federación Ecuatoriana de Fútbol.
Unión Española se proclamó campeón por tercera vez en su historia tras vencer a Ñañas en la final con un global de 3-3 con la regla del gol de visitante, consiguiendo de esta manera su primer tricampeonato consecutivo.

## Sistema de competición
El campeonato estuvo conformado por dos torneos, el Torneo Apertura y el Torneo Clausura. Los ganadores de cada torneo disputaron la final del campeonato en partidos de ida y vuelta, decidiendo de esta manera al campeón del torneo, siendo a su vez, el clasificado a la Copa Libertadores Femenina 2018.

### Torneo Apertura
El Torneo Apertura estuvo conformado por tres etapas:
En la primera etapa, los 12 equipos participantes se dividieron en 3 grupos de 4 equipos cada uno, jugando bajo el sistema de todos contra todos en partidos de ida. Los 2 mejores ubicados de cada grupo y los 2 mejores terceros clasificaron a la segunda etapa.
En la segunda etapa, los 8 equipos clasificados de la etapa anterior se dividieron en 2 grupos de 4 equipos de cada uno, jugando bajo el sistema de todos contra todos en partidos de ida. Los 2 mejores ubicados de cada grupo clasificaron a la tercera etapa.
En la tercera etapa, los 4 equipos clasificados de la etapa anterior se enfrentaron en semifinales en partidos de ida. Los 2 clubes ganadores de la fase semifinal disputaron la final del Torneo Apertura, decidiendo de esta manera al primer equipo clasificado a la final del campeonato.

### Torneo Clausura
El Torneo Clausura estuvo conformado por tres etapas:
En la primera etapa, los 12 equipos participantes se dividieron en 2 grupos de 6 equipos cada uno, jugando bajo el sistema de todos contra todos en partidos de ida y vuelta. Los 4 mejores ubicados de cada grupo clasificaron a la segunda etapa, mientras que los 2 peores ubicados de cada grupo clasificaron al cuadrangular del descenso.
En la segunda etapa, los 8 equipos clasificados de la etapa anterior se dividieron en 2 grupos de 4 equipos cada uno, jugando bajo el sistema de todos contra todos en partidos de ida y vuelta. Los 2 mejores ubicados de cada grupo clasificaron a la tercera etapa, mientras que en el cuadrangular del descenso, los 2 peores ubicados descendieron a la Serie B.
En la tercera etapa, los 4 equipos clasificados de la etapa anterior se enfrentaron en semifinales en partidos de ida y vuelta. Los 2 clubes ganadores de la fase semifinal disputaron la final del Torneo Clausura, decidiendo de esta manera al segundo equipo clasificado a la final del campeonato.

## Equipos participantes

### Relevo anual de clubes
| Pos | Descendidos a la Serie B                              |
| --- | ----------------------------------------------------- |
| 3.° | Galápagos (Penúltimo en el Cuadrangular del descenso) |
| 4.° | Grupo Siete (Último en el Cuadrangular del descenso)  |

| Pos | Ascendidos a la Serie A                         |
| --- | ----------------------------------------------- |
| 1.° | Deportivo Santo Domingo (Campeón de la Serie B) |
| 2.° | Ñañas (Subcampeón de la Serie B)                |

### Información de los equipos
| Equipo                    | Ciudad        | Provincia     |
| ------------------------- | ------------- | ------------- |
| Carneras                  | Cuenca        | Azuay         |
| Cumandá                   | Puyo          | Pastaza       |
| Deportivo Quito           | Quito         | Pichincha     |
| Espe                      | Machachi      | Pichincha     |
| Espuce                    | Quito         | Pichincha     |
| Deportivo Santo Domingo   | Santo Domingo | Santo Domingo |
| Liga de Quito Amateur     | Quito         | Pichincha     |
| Ñañas                     | Quito         | Pichincha     |
| Siete de Febrero          | Babahoyo      | Los Ríos      |
| Talleres Emanuel          | Santa Elena   | Santa Elena   |
| Unión Española            | Guayaquil     | Guayas        |
| Universidad San Francisco | Quito         | Pichincha     |

### Equipos por ubicación geográfica
| Provincia     | N.º | Equipos                                                                                       |
| ------------- | --- | --------------------------------------------------------------------------------------------- |
| Pichincha     | 6   | - Deportivo Quito - Espe - Espuce - Liga de Quito Amateur - Ñañas - Universidad San Francisco |
| Azuay         | 1   | - Carneras                                                                                    |
| Guayas        | 1   | - Unión Española                                                                              |
| Los Ríos      | 1   | - Siete de Febrero                                                                            |
| Pastaza       | 1   | - Cumandá                                                                                     |
| Santa Elena   | 1   | - Talleres Emanuel                                                                            |
| Santo Domingo | 1   | - Deportivo Santo Domingo                                                                     |

| Deportivo Quito Espuce Liga de Quito Amateur Ñañas Universidad San Francisco Deportivo Santo Domingo Espe Cumandá Siete de Febrero Talleres Emanuel Unión Española Carneras |

## Torneo Apertura

### Primera etapa

#### Grupo A

##### Clasificación
|  |    | Equipo                | PJ | PG | PE | PP | GF | GC | DG | PTS |
|  | -- | --------------------- | -- | -- | -- | -- | -- | -- | -- | --- |
|  | 1. | Unión Española        | 3  | 3  | 0  | 0  | 8  | 0  | +8 | 9   |
|  | 2. | Liga de Quito Amateur | 3  | 1  | 1  | 1  | 5  | 6  | -1 | 4   |
|  | 3. | Siete de Febrero      | 3  | 1  | 0  | 2  | 5  | 4  | +1 | 3   |
|  | 4. | Cumandá               | 3  | 0  | 1  | 2  | 3  | 11 | -8 | 1   |

|  | Clasificaron a la segunda etapa.                 |
|  | Clasificó a la segunda etapa como mejor tercero. |

###### Evolución de la clasificación
| Equipo / Fecha        | 01 | 02 | 03 |
| --------------------- | -- | -- | -- |
| Unión Española        | 1  | 1  | 1  |
| Liga de Quito Amateur | 2  | 2  | 2  |
| Siete de Febrero      | 4  | 4  | 3  |
| Cumandá               | 3  | 3  | 4  |

##### Resultados
| Fecha 1 | Fecha 1          | Fecha 1   | Fecha 1               | Fecha 1 | Fecha 1     | Fecha 1        | Fecha 1 | Fecha 1  |
|         | Local            | Resultado | Visitante             |         | Estadio     | Fecha          | Hora    | TV       |
| ------- | ---------------- | --------- | --------------------- | ------- | ----------- | -------------- | ------- | -------- |
|         | Cumandá          | 3 - 3     | Liga de Quito Amateur |         | La Virginia | 1 de diciembre | 16:00   | No tiene |
|         | Siete de Febrero | 0 - 2     | Unión Española        |         | La Virginia | 1 de diciembre | 18:00   | No tiene |

| Fecha 2 | Fecha 2          | Fecha 2   | Fecha 2               | Fecha 2 | Fecha 2     | Fecha 2        | Fecha 2 | Fecha 2  |
|         | Local            | Resultado | Visitante             |         | Estadio     | Fecha          | Hora    | TV       |
| ------- | ---------------- | --------- | --------------------- | ------- | ----------- | -------------- | ------- | -------- |
|         | Unión Española   | 4 - 0     | Cumandá               |         | La Virginia | 2 de diciembre | 11:00   | No tiene |
|         | Siete de Febrero | 1 - 2     | Liga de Quito Amateur |         | La Virginia | 2 de diciembre | 13:00   | No tiene |

| Fecha 3 | Fecha 3               | Fecha 3   | Fecha 3        | Fecha 3 | Fecha 3     | Fecha 3        | Fecha 3 | Fecha 3  |
|         | Local                 | Resultado | Visitante      |         | Estadio     | Fecha          | Hora    | TV       |
| ------- | --------------------- | --------- | -------------- | ------- | ----------- | -------------- | ------- | -------- |
|         | Liga de Quito Amateur | 0 - 2     | Unión Española |         | La Virginia | 3 de diciembre | 09:00   | No tiene |
|         | Siete de Febrero      | 4 - 0     | Cumandá        |         | La Virginia | 3 de diciembre | 11:00   | No tiene |

#### Grupo B

##### Clasificación
|  |    | Equipo                    | PJ | PG | PE | PP | GF | GC | DG | PTS |
|  | -- | ------------------------- | -- | -- | -- | -- | -- | -- | -- | --- |
|  | 1. | Universidad San Francisco | 3  | 2  | 1  | 0  | 6  | 3  | +3 | 7   |
|  | 2. | Espe                      | 3  | 1  | 2  | 0  | 2  | 1  | +1 | 5   |
|  | 3. | Deportivo Santo Domingo   | 3  | 1  | 1  | 1  | 5  | 6  | -1 | 4   |
|  | 4. | Quito                     | 3  | 0  | 0  | 3  | 4  | 7  | -3 | 0   |

|  | Clasificaron a la segunda etapa.                 |
|  | Clasificó a la segunda etapa como mejor tercero. |

###### Evolución de la clasificación
| Equipo / Fecha            | 01 | 02 | 03 |
| ------------------------- | -- | -- | -- |
| Universidad San Francisco | 1  | 1  | 1  |
| Espe                      | 2  | 2  | 2  |
| Deportivo Santo Domingo   | 3  | 3  | 3  |
| Quito                     | 4  | 4  | 4  |

##### Resultados
| Fecha 1 | Fecha 1 | Fecha 1   | Fecha 1                   | Fecha 1 | Fecha 1              | Fecha 1        | Fecha 1 | Fecha 1             |
|         | Local   | Resultado | Visitante                 |         | Estadio              | Fecha          | Hora    | TV                  |
| ------- | ------- | --------- | ------------------------- | ------- | -------------------- | -------------- | ------- | ------------------- |
|         | Espe    | 1 - 1     | Deportivo Santo Domingo   |         | Casa de la Selección | 1 de diciembre | 15:00   | El Canal del Fútbol |
|         | Quito   | 2 - 3     | Universidad San Francisco |         | Casa de la Selección | 1 de diciembre | 17:00   | El Canal del Fútbol |

| Fecha 2 | Fecha 2                   | Fecha 2   | Fecha 2                 | Fecha 2 | Fecha 2              | Fecha 2        | Fecha 2 | Fecha 2  |
|         | Local                     | Resultado | Visitante               |         | Estadio              | Fecha          | Hora    | TV       |
| ------- | ------------------------- | --------- | ----------------------- | ------- | -------------------- | -------------- | ------- | -------- |
|         | Quito                     | 0 - 1     | Espe                    |         | Casa de la Selección | 2 de diciembre | 14:00   | No tiene |
|         | Universidad San Francisco | 3 - 1     | Deportivo Santo Domingo |         | Casa de la Selección | 2 de diciembre | 16:00   | No tiene |

| Fecha 3 | Fecha 3 | Fecha 3   | Fecha 3                   | Fecha 3 | Fecha 3              | Fecha 3        | Fecha 3 | Fecha 3             |
|         | Local   | Resultado | Visitante                 |         | Estadio              | Fecha          | Hora    | TV                  |
| ------- | ------- | --------- | ------------------------- | ------- | -------------------- | -------------- | ------- | ------------------- |
|         | Espe    | 0 - 0     | Universidad San Francisco |         | Casa de la Selección | 3 de diciembre | 10:00   | El Canal del Fútbol |
|         | Quito   | 2 - 3     | Deportivo Santo Domingo   |         | Casa de la Selección | 3 de diciembre | 12:00   | El Canal del Fútbol |

#### Grupo C

##### Clasificación
|  |    | Equipo           | PJ | PG | PE | PP | GF | GC | DG | PTS |
|  | -- | ---------------- | -- | -- | -- | -- | -- | -- | -- | --- |
|  | 1. | Ñañas            | 3  | 1  | 2  | 0  | 5  | 4  | +1 | 5   |
|  | 2. | Carneras         | 3  | 0  | 3  | 0  | 6  | 6  | 0  | 3   |
|  | 3. | Espuce           | 3  | 0  | 3  | 0  | 3  | 3  | 0  | 3   |
|  | 4. | Talleres Emanuel | 3  | 0  | 2  | 1  | 3  | 4  | -1 | 2   |

|  | Clasificaron a la segunda etapa. |

###### Evolución de la clasificación
| Equipo / Fecha   | 01 | 02 | 03 |
| ---------------- | -- | -- | -- |
| Ñañas            | 2  | 1  | 1  |
| Carneras         | 1  | 2  | 2  |
| Espuce           | 3  | 3  | 3  |
| Talleres Emanuel | 4  | 4  | 4  |

##### Resultados
| Fecha 1 | Fecha 1          | Fecha 1   | Fecha 1   | Fecha 1 | Fecha 1     | Fecha 1        | Fecha 1 | Fecha 1     |
|         | Local            | Resultado | Visitante |         | Estadio     | Fecha          | Hora    | TV          |
| ------- | ---------------- | --------- | --------- | ------- | ----------- | -------------- | ------- | ----------- |
|         | Carneras         | 2 - 2     | Ñañas     |         | Las Acacias | 1 de diciembre | 10:00   | El Equipazo |
|         | Talleres Emanuel | 0 - 0     | Espuce    |         | Las Acacias | 1 de diciembre | 12:00   | No tiene    |

| Fecha 2 | Fecha 2          | Fecha 2   | Fecha 2   | Fecha 2 | Fecha 2     | Fecha 2        | Fecha 2 | Fecha 2     |
|         | Local            | Resultado | Visitante |         | Estadio     | Fecha          | Hora    | TV          |
| ------- | ---------------- | --------- | --------- | ------- | ----------- | -------------- | ------- | ----------- |
|         | Espuce           | 2 - 2     | Carneras  |         | Las Acacias | 2 de diciembre | 10:00   | El Equipazo |
|         | Talleres Emanuel | 1 - 2     | Ñañas     |         | Las Acacias | 2 de diciembre | 12:00   | El Equipazo |

| Fecha 3 | Fecha 3          | Fecha 3   | Fecha 3   | Fecha 3 | Fecha 3     | Fecha 3        | Fecha 3 | Fecha 3     |
|         | Local            | Resultado | Visitante |         | Estadio     | Fecha          | Hora    | TV          |
| ------- | ---------------- | --------- | --------- | ------- | ----------- | -------------- | ------- | ----------- |
|         | Espuce           | 1 - 1     | Ñañas     |         | Las Acacias | 3 de diciembre | 10:00   | El Equipazo |
|         | Talleres Emanuel | 2 - 2     | Carneras  |         | Las Acacias | 3 de diciembre | 12:00   | El Equipazo |

### Segunda etapa

#### Grupo A

##### Clasificación
|  |    | Equipo                  | PJ | PG | PE | PP | GF | GC | DG | PTS |
|  | -- | ----------------------- | -- | -- | -- | -- | -- | -- | -- | --- |
|  | 1. | Unión Española          | 3  | 2  | 0  | 1  | 10 | 6  | +4 | 6   |
|  | 2. | Siete de Febrero        | 3  | 1  | 1  | 1  | 6  | 7  | -1 | 4   |
|  | 3. | Carneras                | 3  | 1  | 1  | 1  | 2  | 5  | -3 | 4   |
|  | 4. | Deportivo Santo Domingo | 3  | 1  | 0  | 2  | 6  | 6  | 0  | 3   |

|  | Clasificaron a la tercera etapa. |

###### Evolución de la clasificación
| Equipo / Fecha          | 01 | 02 | 03 |
| ----------------------- | -- | -- | -- |
| Unión Española          | 1  | 1  | 1  |
| Siete de Febrero        | 2  | 3  | 2  |
| Carneras                | 3  | 4  | 3  |
| Deportivo Santo Domingo | 4  | 2  | 4  |

##### Resultados
| Fecha 1 | Fecha 1          | Fecha 1   | Fecha 1                 | Fecha 1 | Fecha 1     | Fecha 1         | Fecha 1 | Fecha 1  |
|         | Local            | Resultado | Visitante               |         | Estadio     | Fecha           | Hora    | TV       |
| ------- | ---------------- | --------- | ----------------------- | ------- | ----------- | --------------- | ------- | -------- |
|         | Unión Española   | 3 - 1     | Deportivo Santo Domingo |         | La Virginia | 13 de diciembre | 17:00   | No tiene |
|         | Siete de Febrero | 0 - 0     | Carneras                |         | La Virginia | 13 de diciembre | 19:00   | No tiene |

| Fecha 2 | Fecha 2                 | Fecha 2   | Fecha 2          | Fecha 2 | Fecha 2     | Fecha 2         | Fecha 2 | Fecha 2  |
|         | Local                   | Resultado | Visitante        |         | Estadio     | Fecha           | Hora    | TV       |
| ------- | ----------------------- | --------- | ---------------- | ------- | ----------- | --------------- | ------- | -------- |
|         | Carneras                | 1 - 5     | Unión Española   |         | La Virginia | 15 de diciembre | 14:00   | No tiene |
|         | Deportivo Santo Domingo | 5 - 2     | Siete de Febrero |         | La Virginia | 15 de diciembre | 16:00   | No tiene |

| Fecha 3 | Fecha 3        | Fecha 3   | Fecha 3                 | Fecha 3 | Fecha 3     | Fecha 3         | Fecha 3 | Fecha 3  |
|         | Local          | Resultado | Visitante               |         | Estadio     | Fecha           | Hora    | TV       |
| ------- | -------------- | --------- | ----------------------- | ------- | ----------- | --------------- | ------- | -------- |
|         | Carneras       | 1 - 0     | Deportivo Santo Domingo |         | La Virginia | 17 de diciembre | 09:00   | No tiene |
|         | Unión Española | 2 - 4     | Siete de Febrero        |         | La Virginia | 17 de diciembre | 11:00   | No tiene |

#### Grupo B

##### Clasificación
|  |    | Equipo                    | PJ | PG | PE | PP | GF | GC | DG | PTS |
|  | -- | ------------------------- | -- | -- | -- | -- | -- | -- | -- | --- |
|  | 1. | Ñañas                     | 3  | 2  | 1  | 0  | 6  | 0  | +6 | 7   |
|  | 2. | Universidad San Francisco | 3  | 1  | 2  | 0  | 4  | 3  | +1 | 5   |
|  | 3. | Liga de Quito Amateur     | 3  | 1  | 0  | 2  | 4  | 5  | -1 | 3   |
|  | 4. | Espe                      | 3  | 0  | 1  | 2  | 3  | 9  | -6 | 1   |

|  | Clasificaron a la tercera etapa. |

###### Evolución de la clasificación
| Equipo / Fecha            | 01 | 02 | 03 |
| ------------------------- | -- | -- | -- |
| Ñañas                     | 3  | 1  | 1  |
| Universidad San Francisco | 2  | 3  | 2  |
| Liga de Quito Amateur     | 1  | 2  | 3  |
| Espe                      | 4  | 4  | 4  |

##### Resultados
| Fecha 1 | Fecha 1                   | Fecha 1   | Fecha 1               | Fecha 1 | Fecha 1              | Fecha 1         | Fecha 1 | Fecha 1  |
|         | Local                     | Resultado | Visitante             |         | Estadio              | Fecha           | Hora    | TV       |
| ------- | ------------------------- | --------- | --------------------- | ------- | -------------------- | --------------- | ------- | -------- |
|         | Universidad San Francisco | 0 - 0     | Ñañas                 |         | Casa de la Selección | 13 de diciembre | 17:00   | No tiene |
|         | Espe                      | 1 - 3     | Liga de Quito Amateur |         | Casa de la Selección | 13 de diciembre | 19:00   | No tiene |

| Fecha 2 | Fecha 2                   | Fecha 2   | Fecha 2               | Fecha 2 | Fecha 2              | Fecha 2         | Fecha 2 | Fecha 2  |
|         | Local                     | Resultado | Visitante             |         | Estadio              | Fecha           | Hora    | TV       |
| ------- | ------------------------- | --------- | --------------------- | ------- | -------------------- | --------------- | ------- | -------- |
|         | Ñañas                     | 2 - 0     | Liga de Quito Amateur |         | Casa de la Selección | 15 de diciembre | 16:00   | No tiene |
|         | Universidad San Francisco | 2 - 2     | Espe                  |         | Casa de la Selección | 15 de diciembre | 18:30   | No tiene |

| Fecha 3 | Fecha 3                   | Fecha 3   | Fecha 3               | Fecha 3 | Fecha 3              | Fecha 3         | Fecha 3 | Fecha 3  |
|         | Local                     | Resultado | Visitante             |         | Estadio              | Fecha           | Hora    | TV       |
| ------- | ------------------------- | --------- | --------------------- | ------- | -------------------- | --------------- | ------- | -------- |
|         | Universidad San Francisco | 2 - 1     | Liga de Quito Amateur |         | Casa de la Selección | 17 de diciembre | 10:00   | No tiene |
|         | Ñañas                     | 4 - 0     | Espe                  |         | Casa de la Selección | 17 de diciembre | 12:00   | No tiene |

### Tercera etapa
|  | Semifinales | Semifinales               | Semifinales |                |   | Final      | Final      | Final      |  |
|  | 5 de enero  | 5 de enero                | 5 de enero  |                |   | 7 de enero | 7 de enero | 7 de enero |  |
|  |             |                           |             |                |   |            |            |            |  |
|  |             |                           |             |                |   |            |            |            |  |
|  | 1           | Ñañas                     | 2           |                |   |            |            |            |  |
|  | 1           | Ñañas                     | 2           |                |   |            |            |            |  |
|  | 4           | Siete de Febrero          | 1           |                |   |            |            |            |  |
|  | 4           | Siete de Febrero          | 1           |                | 1 | Ñañas      | 0          |            |  |
|  |             |                           |             |                | 1 | Ñañas      | 0          |            |  |
|  |             |                           | 2           | Unión Española | 2 |            |            |            |  |
|  | 2           | Unión Española            | 2           | Unión Española | 2 | 2          |            |            |  |
|  | 2           | Unión Española            |             |                |   | 2          |            |            |  |
|  | 3           | Universidad San Francisco | 1           |                |   |            |            |            |  |
|  | 3           | Universidad San Francisco | 1           |                |   |            |            |            |  |
|  |             |                           |             |                |   |            |            |            |  |

#### Semifinales
| 5 de enero de 2018, 17:00 | Ñañas                    | 2:1 (2:1) | Siete de Febrero | Estadio Miguel Roque Salcedo Vallejo, Guayaquil |  |
|                           | Ayoví 14' · Zambrano 17' | Reporte   | Campos 35'       |                                                 |  |

| 5 de enero de 2018, 19:00 | Unión Española                   | 2:1 (0:0) | Universidad San Francisco | Estadio Miguel Roque Salcedo Vallejo, Guayaquil |  |
|                           | Rodríguez 84' (pen.) · Riera 88' | Reporte   | Mora 76'                  |                                                 |  |

#### Final
| 7 de enero de 2018, 17:00 | Ñañas | 0ː2 (0:2) | Unión Española          | Estadio Miguel Roque Salcedo Vallejo, Guayaquil |  |
|                           |       | Reporte   | Riera 17' · Johnson 35' |                                                 |  |

- Unión Española clasificó a la final del campeonato tras vencer 0-2 a Ñañas.

## Torneo Clausura

### Primera etapa

#### Grupo A

##### Clasificación
|  |    | Equipo                    | PJ | PG | PE | PP | GF | GC | DG  | PTS |
|  | -- | ------------------------- | -- | -- | -- | -- | -- | -- | --- | --- |
|  | 1. | Unión Española            | 10 | 6  | 2  | 2  | 19 | 11 | +8  | 20  |
|  | 2. | Espuce                    | 10 | 5  | 3  | 2  | 15 | 8  | +7  | 18  |
|  | 3. | Universidad San Francisco | 10 | 4  | 5  | 1  | 14 | 7  | +7  | 17  |
|  | 4. | Liga de Quito Amateur     | 10 | 3  | 2  | 5  | 16 | 21 | -5  | 11  |
|  | 5. | Carneras                  | 10 | 3  | 1  | 6  | 12 | 17 | -5  | 10  |
|  | 6. | Deportivo Santo Domingo   | 10 | 1  | 3  | 6  | 10 | 22 | -12 | 6   |

|  | Clasificaron a la segunda etapa.           |
|  | Clasificaron al cuadrangular del descenso. |

###### Evolución de la clasificación
| Equipo / Fecha            | 01 | 02 | 03 | 04 | 05 | 06 | 07 | 08 | 09 | 10 |
| ------------------------- | -- | -- | -- | -- | -- | -- | -- | -- | -- | -- |
| Unión Española            | 2  | 5  | 4  | 3  | 3  | 1  | 1  | 1  | 2  | 1  |
| Espuce                    | 3  | 2  | 2  | 2  | 1  | 2  | 2  | 2  | 1  | 2  |
| Universidad San Francisco | 1  | 1  | 1  | 1  | 2  | 3  | 3  | 3  | 3  | 3  |
| Liga de Quito Amateur     | 6  | 4  | 3  | 5  | 5  | 5  | 4  | 5  | 4  | 4  |
| Carneras                  | 4  | 6  | 6  | 6  | 6  | 6  | 6  | 4  | 5  | 5  |
| Deportivo Santo Domingo   | 5  | 3  | 5  | 4  | 4  | 4  | 5  | 6  | 6  | 6  |

##### Resultados
| Fecha 1 | Fecha 1                   | Fecha 1   | Fecha 1                 | Fecha 1 | Fecha 1              | Fecha 1     | Fecha 1 | Fecha 1  |
|         | Local                     | Resultado | Visitante               |         | Estadio              | Fecha       | Hora    | TV       |
| ------- | ------------------------- | --------- | ----------------------- | ------- | -------------------- | ----------- | ------- | -------- |
|         | Universidad San Francisco | 2 - 0     | Liga de Quito Amateur   |         | Francisco Reinoso    | 8 de abril  | 16:00   | No tiene |
|         | Espuce                    | 2 - 1     | Carneras                |         | Casa de la Selección | 19 de abril | 20:00   | No tiene |
|         | Unión Española            | 2 - 1     | Deportivo Santo Domingo |         | Fedenador            | 9 de mayo   | 16:00   | No tiene |

| Fecha 2 | Fecha 2                 | Fecha 2   | Fecha 2                   | Fecha 2 | Fecha 2                   | Fecha 2     | Fecha 2 | Fecha 2  |
|         | Local                   | Resultado | Visitante                 |         | Estadio                   | Fecha       | Hora    | TV       |
| ------- | ----------------------- | --------- | ------------------------- | ------- | ------------------------- | ----------- | ------- | -------- |
|         | Deportivo Santo Domingo | 2 - 2     | Liga de Quito Amateur     |         | Escuela de Fútbol IK9     | 14 de abril | 15:00   | No tiene |
|         | Carneras                | 0 - 3     | Universidad San Francisco |         | Alejandro Serrano Aguilar | 14 de abril | 16:00   | No tiene |
|         | Unión Española          | 1 - 0     | Espuce                    |         | Fedenador                 | 16 de mayo  | 16:00   | No tiene |

| Fecha 3 | Fecha 3                   | Fecha 3   | Fecha 3                 | Fecha 3 | Fecha 3              | Fecha 3     | Fecha 3 | Fecha 3  |
|         | Local                     | Resultado | Visitante               |         | Estadio              | Fecha       | Hora    | TV       |
| ------- | ------------------------- | --------- | ----------------------- | ------- | -------------------- | ----------- | ------- | -------- |
|         | Liga de Quito Amateur     | 3 - 0     | Carneras                |         | Casa de la Selección | 21 de abril | 12:00   | No tiene |
|         | Universidad San Francisco | 1 - 2     | Unión Española          |         | Francisco Reinoso    | 21 de abril | 18:00   | No tiene |
|         | Espuce                    | 4 - 1     | Deportivo Santo Domingo |         | Casa de la Selección | 22 de abril | 14:00   | No tiene |

| Fecha 4 | Fecha 4                 | Fecha 4   | Fecha 4                   | Fecha 4 | Fecha 4               | Fecha 4     | Fecha 4 | Fecha 4  |
|         | Local                   | Resultado | Visitante                 |         | Estadio               | Fecha       | Hora    | TV       |
| ------- | ----------------------- | --------- | ------------------------- | ------- | --------------------- | ----------- | ------- | -------- |
|         | Deportivo Santo Domingo | 3 - 1     | Carneras                  |         | Escuela de Fútbol IK9 | 28 de abril | 15:00   | No tiene |
|         | Unión Española          | 4 - 1     | Liga de Quito Amateur     |         | Fedenador             | 28 de abril | 16:00   | No tiene |
|         | Espuce                  | 1 - 1     | Universidad San Francisco |         | Casa de la Selección  | 28 de abril | 18:00   | No tiene |

| Fecha 5 | Fecha 5                   | Fecha 5   | Fecha 5                 | Fecha 5 | Fecha 5              | Fecha 5   | Fecha 5 | Fecha 5  |
|         | Local                     | Resultado | Visitante               |         | Estadio              | Fecha     | Hora    | TV       |
| ------- | ------------------------- | --------- | ----------------------- | ------- | -------------------- | --------- | ------- | -------- |
|         | Liga de Quito Amateur     | 1 - 4     | Espuce                  |         | Rodrigo Paz Delgado  | 5 de mayo | 11:00   | No tiene |
|         | Universidad San Francisco | 2 - 0     | Deportivo Santo Domingo |         | Casa de la Selección | 5 de mayo | 17:00   | No tiene |
|         | Carneras                  | 0 - 0     | Unión Española          |         | Valeriano Gavinelli  | 5 de mayo | 19:00   | No tiene |

| Fecha 6 | Fecha 6                 | Fecha 6   | Fecha 6                   | Fecha 6 | Fecha 6               | Fecha 6    | Fecha 6 | Fecha 6  |
|         | Local                   | Resultado | Visitante                 |         | Estadio               | Fecha      | Hora    | TV       |
| ------- | ----------------------- | --------- | ------------------------- | ------- | --------------------- | ---------- | ------- | -------- |
|         | Unión Española          | 3 - 2     | Carneras                  |         | Fedenador             | 12 de mayo | 11:00   | No tiene |
|         | Deportivo Santo Domingo | 1 - 1     | Universidad San Francisco |         | Escuela de Fútbol IK9 | 12 de mayo | 15:00   | No tiene |
|         | Espuce                  | 2 - 0     | Liga de Quito Amateur     |         | Casa de la Selección  | 12 de mayo | 18:00   | No tiene |

| Fecha 7 | Fecha 7                   | Fecha 7   | Fecha 7                 | Fecha 7 | Fecha 7              | Fecha 7    | Fecha 7 | Fecha 7  |
|         | Local                     | Resultado | Visitante               |         | Estadio              | Fecha      | Hora    | TV       |
| ------- | ------------------------- | --------- | ----------------------- | ------- | -------------------- | ---------- | ------- | -------- |
|         | Carneras                  | 3 - 0     | Deportivo Santo Domingo |         | Valeriano Gavinelli  | 18 de mayo | 19:00   | UPSTV    |
|         | Universidad San Francisco | 0 - 0     | Espuce                  |         | Casa de la Selección | 19 de mayo | 16:00   | No tiene |
|         | Liga de Quito Amateur     | 4 - 3     | Unión Española          |         | Casa de la Selección | 19 de mayo | 18:00   | No tiene |

| Fecha 8 | Fecha 8                 | Fecha 8   | Fecha 8                   | Fecha 8 | Fecha 8               | Fecha 8    | Fecha 8 | Fecha 8  |
|         | Local                   | Resultado | Visitante                 |         | Estadio               | Fecha      | Hora    | TV       |
| ------- | ----------------------- | --------- | ------------------------- | ------- | --------------------- | ---------- | ------- | -------- |
|         | Carneras                | 2 - 1     | Liga de Quito Amateur     |         | Valeriano Gavinelli   | 25 de mayo | 19:00   | No tiene |
|         | Deportivo Santo Domingo | 1 - 1     | Espuce                    |         | Escuela de Fútbol IK9 | 26 de mayo | 09:00   | No tiene |
|         | Unión Española          | 1 - 1     | Universidad San Francisco |         | Fedenador             | 26 de mayo | 16:00   | No tiene |

| Fecha 9 | Fecha 9                   | Fecha 9   | Fecha 9                 | Fecha 9 | Fecha 9              | Fecha 9    | Fecha 9 | Fecha 9  |
|         | Local                     | Resultado | Visitante               |         | Estadio              | Fecha      | Hora    | TV       |
| ------- | ------------------------- | --------- | ----------------------- | ------- | -------------------- | ---------- | ------- | -------- |
|         | Universidad San Francisco | 2 - 1     | Carneras                |         | Casa de la Selección | 2 de junio | 16:00   | No tiene |
|         | Liga de Quito Amateur     | 3 - 1     | Deportivo Santo Domingo |         | Casa de la Selección | 2 de junio | 18:00   | No tiene |
|         | Espuce                    | 1 - 0     | Unión Española          |         | Casa de la Selección | 3 de junio | 11:00   | No tiene |

| Fecha 10 | Fecha 10                | Fecha 10  | Fecha 10                  | Fecha 10 | Fecha 10              | Fecha 10   | Fecha 10 | Fecha 10 |
|          | Local                   | Resultado | Visitante                 |          | Estadio               | Fecha      | Hora     | TV       |
| -------- | ----------------------- | --------- | ------------------------- | -------- | --------------------- | ---------- | -------- | -------- |
|          | Carneras                | 2 - 0     | Espuce                    |          | Valeriano Gavinelli   | 8 de junio | 19:00    | UPSTV    |
|          | Deportivo Santo Domingo | 0 - 3     | Unión Española            |          | Escuela de Fútbol IK9 | 9 de junio | 15:00    | No tiene |
|          | Liga de Quito Amateur   | 1 - 1     | Universidad San Francisco |          | Casa de la Selección  | 9 de junio | 18:00    | No tiene |

#### Grupo B

##### Clasificación
|  |    | Equipo           | PJ | PG | PE | PP | GF | GC | DG  | PTS |
|  | -- | ---------------- | -- | -- | -- | -- | -- | -- | --- | --- |
|  | 1. | Ñañas            | 10 | 7  | 1  | 2  | 25 | 7  | +18 | 22  |
|  | 2. | Deportivo Quito  | 10 | 6  | 2  | 2  | 20 | 15 | +5  | 20  |
|  | 3. | Espe             | 10 | 4  | 4  | 2  | 26 | 11 | +15 | 16  |
|  | 4. | Cumandá          | 10 | 4  | 3  | 3  | 18 | 15 | +3  | 15  |
|  | 5. | Talleres Emanuel | 10 | 3  | 0  | 7  | 12 | 20 | -8  | 9   |
|  | 6. | Siete de Febrero | 10 | 1  | 0  | 9  | 8  | 41 | -33 | 3   |

|  | Clasificaron a la segunda etapa.           |
|  | Clasificaron al cuadrangular del descenso. |

###### Evolución de la clasificación
| Equipo / Fecha   | 01 | 02 | 03 | 04 | 05 | 06 | 07 | 08 | 09 | 10 |
| ---------------- | -- | -- | -- | -- | -- | -- | -- | -- | -- | -- |
| Ñañas            | 4  | 2  | 2  | 2  | 1  | 2  | 2  | 2  | 2  | 1  |
| Deportivo Quito  | 3  | 4  | 4  | 4  | 2  | 1  | 1  | 1  | 1  | 2  |
| Espe             | 1  | 3  | 3  | 3  | 3  | 3  | 3  | 3  | 3  | 3  |
| Cumandá          | 2  | 1  | 1  | 1  | 4  | 4  | 4  | 4  | 4  | 4  |
| Talleres Emanuel | 6  | 6  | 6  | 5  | 5  | 5  | 5  | 5  | 5  | 5  |
| Siete de Febrero | 5  | 5  | 5  | 6  | 6  | 6  | 6  | 6  | 6  | 6  |

##### Resultados
| Fecha 1 | Fecha 1          | Fecha 1   | Fecha 1   | Fecha 1 | Fecha 1              | Fecha 1    | Fecha 1 | Fecha 1  |
|         | Local            | Resultado | Visitante |         | Estadio              | Fecha      | Hora    | TV       |
| ------- | ---------------- | --------- | --------- | ------- | -------------------- | ---------- | ------- | -------- |
|         | Siete de Febrero | 3 - 4     | Cumandá   |         | La Virginia          | 7 de abril | 10:00   | No tiene |
|         | Talleres Emanuel | 0 - 2     | Espe      |         | El Tablazo           | 7 de abril | 16:00   | No tiene |
|         | Deportivo Quito  | 2 - 1     | Ñañas     |         | Casa de la Selección | 9 de mayo  | 16:00   | No tiene |

| Fecha 2 | Fecha 2         | Fecha 2   | Fecha 2          | Fecha 2 | Fecha 2              | Fecha 2     | Fecha 2 | Fecha 2  |
|         | Local           | Resultado | Visitante        |         | Estadio              | Fecha       | Hora    | TV       |
| ------- | --------------- | --------- | ---------------- | ------- | -------------------- | ----------- | ------- | -------- |
|         | Ñañas           | 3 - 0     | Espe             |         | Casa de la Selección | 14 de abril | 11:00   | No tiene |
|         | Cumandá         | 1 - 0     | Talleres Emanuel |         | Municipal de Shell   | 15 de abril | 11:00   | No tiene |
|         | Deportivo Quito | 4 - 1     | Siete de Febrero |         | Casa de la Selección | 16 de mayo  | 17:00   | No tiene |

| Fecha 3 | Fecha 3          | Fecha 3   | Fecha 3         | Fecha 3 | Fecha 3     | Fecha 3     | Fecha 3 | Fecha 3  |
|         | Local            | Resultado | Visitante       |         | Estadio     | Fecha       | Hora    | TV       |
| ------- | ---------------- | --------- | --------------- | ------- | ----------- | ----------- | ------- | -------- |
|         | Siete de Febrero | 0 - 4     | Ñañas           |         | La Virginia | 21 de abril | 10:00   | No tiene |
|         | Talleres Emanuel | 0 - 3     | Deportivo Quito |         | El Tablazo  | 21 de abril | 16:00   | No tiene |
|         | Espe             | 3 - 3     | Cumandá         |         | El Chan     | 22 de abril | 16:00   | No tiene |

| Fecha 4 | Fecha 4          | Fecha 4   | Fecha 4          | Fecha 4 | Fecha 4               | Fecha 4     | Fecha 4 | Fecha 4  |
|         | Local            | Resultado | Visitante        |         | Estadio               | Fecha       | Hora    | TV       |
| ------- | ---------------- | --------- | ---------------- | ------- | --------------------- | ----------- | ------- | -------- |
|         | Deportivo Quito  | 1 - 1     | Espe             |         | Complejo Ney Mancheno | 28 de abril | 10:00   | No tiene |
|         | Siete de Febrero | 1 - 3     | Talleres Emanuel |         | La Virginia           | 28 de abril | 10:00   | No tiene |
|         | Ñañas            | 1 - 1     | Cumandá          |         | Casa de la Selección  | 28 de abril | 11:00   | No tiene |

| Fecha 5 | Fecha 5          | Fecha 5   | Fecha 5          | Fecha 5 | Fecha 5              | Fecha 5   | Fecha 5 | Fecha 5  |
|         | Local            | Resultado | Visitante        |         | Estadio              | Fecha     | Hora    | TV       |
| ------- | ---------------- | --------- | ---------------- | ------- | -------------------- | --------- | ------- | -------- |
|         | Talleres Emanuel | 0 - 1     | Ñañas            |         | Las Acacias          | 5 de mayo | 10:00   | No tiene |
|         | Espe             | 8 - 0     | Siete de Febrero |         | Casa de la Selección | 5 de mayo | 15:00   | No tiene |
|         | Deportivo Quito  | 3 - 0     | Cumandá          |         | Casa de la Selección | 5 de mayo | 15:00   | No tiene |

| Fecha 6 | Fecha 6          | Fecha 6   | Fecha 6          | Fecha 6 | Fecha 6              | Fecha 6    | Fecha 6 | Fecha 6  |
|         | Local            | Resultado | Visitante        |         | Estadio              | Fecha      | Hora    | TV       |
| ------- | ---------------- | --------- | ---------------- | ------- | -------------------- | ---------- | ------- | -------- |
|         | Cumandá          | 1 - 3     | Deportivo Quito  |         | Municipal de Shell   | 12 de mayo | 08:00   | No tiene |
|         | Siete de Febrero | 0 - 7     | Espe             |         | La Virginia          | 12 de mayo | 10:00   | No tiene |
|         | Ñañas            | 4 - 2     | Talleres Emanuel |         | Casa de la Selección | 12 de mayo | 10:00   | No tiene |

| Fecha 7 | Fecha 7          | Fecha 7   | Fecha 7          | Fecha 7 | Fecha 7              | Fecha 7    | Fecha 7 | Fecha 7  |
|         | Local            | Resultado | Visitante        |         | Estadio              | Fecha      | Hora    | TV       |
| ------- | ---------------- | --------- | ---------------- | ------- | -------------------- | ---------- | ------- | -------- |
|         | Talleres Emanuel | 2 - 1     | Siete de Febrero |         | El Tablazo           | 19 de mayo | 15:00   | No tiene |
|         | Espe             | 1 - 1     | Deportivo Quito  |         | Casa de la Selección | 20 de mayo | 10:00   | No tiene |
|         | Cumandá          | 2 - 0     | Ñañas            |         | Municipal de Shell   | 20 de mayo | 12:00   | No tiene |

| Fecha 8 | Fecha 8         | Fecha 8   | Fecha 8          | Fecha 8 | Fecha 8              | Fecha 8    | Fecha 8 | Fecha 8  |
|         | Local           | Resultado | Visitante        |         | Estadio              | Fecha      | Hora    | TV       |
| ------- | --------------- | --------- | ---------------- | ------- | -------------------- | ---------- | ------- | -------- |
|         | Deportivo Quito | 2 - 1     | Talleres Emanuel |         | Casa de la Selección | 26 de mayo | 09:00   | No tiene |
|         | Ñañas           | 3 - 0     | Siete de Febrero |         | Casa de la Selección | 26 de mayo | 18:00   | No tiene |
|         | Cumandá         | 0 - 0     | Espe             |         | Municipal de Shell   | 27 de mayo | 15:00   | No tiene |

| Fecha 9 | Fecha 9          | Fecha 9   | Fecha 9         | Fecha 9 | Fecha 9     | Fecha 9    | Fecha 9 | Fecha 9  |
|         | Local            | Resultado | Visitante       |         | Estadio     | Fecha      | Hora    | TV       |
| ------- | ---------------- | --------- | --------------- | ------- | ----------- | ---------- | ------- | -------- |
|         | Espe             | 0 - 1     | Ñañas           |         | El Chan     | 2 de junio | 09:00   | No tiene |
|         | Siete de Febrero | 2 - 1     | Deportivo Quito |         | La Virginia | 2 de junio | 11:00   | No tiene |
|         | Talleres Emanuel | 2 - 1     | Cumandá         |         | El Tablazo  | 3 de junio | 10:00   | No tiene |

| Fecha 10 | Fecha 10 | Fecha 10  | Fecha 10         | Fecha 10 | Fecha 10             | Fecha 10    | Fecha 10 | Fecha 10 |
|          | Local    | Resultado | Visitante        |          | Estadio              | Fecha       | Hora     | TV       |
| -------- | -------- | --------- | ---------------- | -------- | -------------------- | ----------- | -------- | -------- |
|          | Cumandá  | 5 - 0     | Siete de Febrero |          | Municipal de Shell   | 9 de junio  | 16:00    | No tiene |
|          | Espe     | 4 - 2     | Talleres Emanuel |          | Casa de la Selección | 10 de junio | 09:00    | No tiene |
|          | Ñañas    | 7 - 0     | Deportivo Quito  |          | Casa de la Selección | 10 de junio | 11:30    | No tiene |

### Segunda etapa

#### Grupo A

##### Clasificación
|  |    | Equipo                    | PJ | PG | PE | PP | GF | GC | DG  | PTS |
|  | -- | ------------------------- | -- | -- | -- | -- | -- | -- | --- | --- |
|  | 1. | Universidad San Francisco | 5  | 3  | 1  | 1  | 11 | 7  | +4  | 10  |
|  | 2. | Ñañas                     | 6  | 2  | 3  | 1  | 17 | 9  | +8  | 9   |
|  | 3. | Deportivo Quito           | 6  | 2  | 2  | 2  | 11 | 13 | -2  | 8   |
|  | 4. | Cumandá                   | 5  | 0  | 2  | 3  | 6  | 16 | -10 | 2   |

|  | Clasificaron a la tercera etapa. |

###### Evolución de la clasificación
| Equipo / Fecha            | 01 | 02 | 03 | 04 | 05 | 06 |
| ------------------------- | -- | -- | -- | -- | -- | -- |
| Universidad San Francisco | 2  | 2  | 1  | 2  | 1  | 1  |
| Ñañas                     | 1  | 1  | 2  | 1  | 2  | 2  |
| Deportivo Quito           | 4  | 4  | 4  | 3  | 3  | 3  |
| Cumandá                   | 3  | 3  | 3  | 4  | 4  | 4  |

##### Resultados
| Fecha 1 | Fecha 1                   | Fecha 1   | Fecha 1         | Fecha 1 | Fecha 1              | Fecha 1     | Fecha 1 | Fecha 1  |
|         | Local                     | Resultado | Visitante       |         | Estadio              | Fecha       | Hora    | TV       |
| ------- | ------------------------- | --------- | --------------- | ------- | -------------------- | ----------- | ------- | -------- |
|         | Ñañas                     | 4 - 0     | Deportivo Quito |         | Casa de la Selección | 30 de junio | 10:00   | No tiene |
|         | Universidad San Francisco | 3 - 0     | Cumandá         |         | Casa de la Selección | 30 de junio | 17:30   | No tiene |

| Fecha 2 | Fecha 2         | Fecha 2   | Fecha 2                   | Fecha 2 | Fecha 2              | Fecha 2    | Fecha 2 | Fecha 2  |
|         | Local           | Resultado | Visitante                 |         | Estadio              | Fecha      | Hora    | TV       |
| ------- | --------------- | --------- | ------------------------- | ------- | -------------------- | ---------- | ------- | -------- |
|         | Deportivo Quito | 2 - 2     | Cumandá                   |         | Casa de la Selección | 7 de julio | 14:00   | No tiene |
|         | Ñañas           | 1 - 1     | Universidad San Francisco |         | Casa de la Selección | 8 de julio | 15:30   | No tiene |

| Fecha 3 | Fecha 3                   | Fecha 3   | Fecha 3         | Fecha 3 | Fecha 3            | Fecha 3     | Fecha 3 | Fecha 3  |
|         | Local                     | Resultado | Visitante       |         | Estadio            | Fecha       | Hora    | TV       |
| ------- | ------------------------- | --------- | --------------- | ------- | ------------------ | ----------- | ------- | -------- |
|         | Universidad San Francisco | 3 - 2     | Deportivo Quito |         | Francisco Reinoso  | 14 de julio | 18:00   | No tiene |
|         | Cumandá                   | 2 - 2     | Ñañas           |         | Municipal de Shell | 15 de julio | 12:30   | No tiene |

| Fecha 4 | Fecha 4         | Fecha 4   | Fecha 4                   | Fecha 4 | Fecha 4              | Fecha 4     | Fecha 4 | Fecha 4  |
|         | Local           | Resultado | Visitante                 |         | Estadio              | Fecha       | Hora    | TV       |
| ------- | --------------- | --------- | ------------------------- | ------- | -------------------- | ----------- | ------- | -------- |
|         | Deportivo Quito | 2 - 1     | Universidad San Francisco |         | Casa de la Selección | 21 de julio | 14:30   | No tiene |
|         | Ñañas           | 6 - 1     | Cumandá                   |         | Casa de la Selección | 21 de julio | 17:00   | No tiene |

| Fecha 5 | Fecha 5                   | Fecha 5   | Fecha 5         | Fecha 5 | Fecha 5            | Fecha 5     | Fecha 5 | Fecha 5  |
|         | Local                     | Resultado | Visitante       |         | Estadio            | Fecha       | Hora    | TV       |
| ------- | ------------------------- | --------- | --------------- | ------- | ------------------ | ----------- | ------- | -------- |
|         | Universidad San Francisco | 3 - 2     | Ñañas           |         | Francisco Reinoso  | 28 de julio | 18:00   | No tiene |
|         | Cumandá                   | 1 - 3     | Deportivo Quito |         | Municipal de Shell | 29 de julio | 14:00   | No tiene |

| Fecha 6 | Fecha 6         | Fecha 6   | Fecha 6                   | Fecha 6 | Fecha 6               | Fecha 6        | Fecha 6        | Fecha 6        |
|         | Local           | Resultado | Visitante                 |         | Estadio               | Fecha          | Hora           | TV             |
| ------- | --------------- | --------- | ------------------------- | ------- | --------------------- | -------------- | -------------- | -------------- |
|         | Deportivo Quito | 2 - 2     | Ñañas                     |         | Complejo Ney Mancheno | 4 de agosto    | 12:00          | No tiene       |
|         | Cumandá         | -         | Universidad San Francisco |         | No se programó        | No se programó | No se programó | No se programó |

#### Grupo B

##### Clasificación
|  |    | Equipo                | PJ | PG | PE | PP | GF | GC | DG | PTS |
|  | -- | --------------------- | -- | -- | -- | -- | -- | -- | -- | --- |
|  | 1. | Liga de Quito Amateur | 6  | 3  | 0  | 3  | 15 | 11 | +4 | 9   |
|  | 2. | Espe                  | 6  | 2  | 3  | 1  | 9  | 7  | +2 | 9   |
|  | 3. | Espuce                | 6  | 2  | 2  | 2  | 6  | 11 | -5 | 8   |
|  | 4. | Unión Española        | 6  | 1  | 3  | 2  | 8  | 9  | -1 | 6   |

|  | Clasificaron a la tercera etapa. |

###### Evolución de la clasificación
| Equipo / Fecha        | 01 | 02 | 03 | 04 | 05 | 06 |
| --------------------- | -- | -- | -- | -- | -- | -- |
| Liga de Quito Amateur | 4  | 4  | 2  | 1  | 1  | 1  |
| Espe                  | 1  | 1  | 1  | 3  | 3  | 2  |
| Espuce                | 2  | 3  | 3  | 4  | 4  | 3  |
| Unión Española        | 3  | 2  | 4  | 2  | 2  | 4  |

##### Resultados
| Fecha 1 | Fecha 1        | Fecha 1   | Fecha 1               | Fecha 1 | Fecha 1              | Fecha 1     | Fecha 1 | Fecha 1  |
|         | Local          | Resultado | Visitante             |         | Estadio              | Fecha       | Hora    | TV       |
| ------- | -------------- | --------- | --------------------- | ------- | -------------------- | ----------- | ------- | -------- |
|         | Unión Española | 1 - 1     | Espuce                |         | Fedenador            | 30 de junio | 15:00   | No tiene |
|         | Espe           | 3 - 2     | Liga de Quito Amateur |         | Casa de la Selección | 30 de junio | 15:00   | No tiene |

| Fecha 2 | Fecha 2        | Fecha 2                                                                                                 | Fecha 2               | Fecha 2 | Fecha 2              | Fecha 2     | Fecha 2 | Fecha 2  |
|         | Local          | Resultado                                                                                               | Visitante             |         | Estadio              | Fecha       | Hora    | TV       |
| ------- | -------------- | --- | --------------------- | ------- | -------------------- | ----------- | ------- | -------- |
|         | Unión Española | 0 - 0                                                                                                   | Espe                  |         | Fedenador            | 7 de julio  | 16:00   | No tiene |
|         | Espuce         | 0 - 3 (enlace roto disponible en Internet Archive; véase el historial, la primera versión y la última). | Liga de Quito Amateur |         | Casa de la Selección | 10 de julio | 20:00   | No tiene |

| Fecha 3 | Fecha 3               | Fecha 3   | Fecha 3        | Fecha 3 | Fecha 3              | Fecha 3     | Fecha 3 | Fecha 3  |
|         | Local                 | Resultado | Visitante      |         | Estadio              | Fecha       | Hora    | TV       |
| ------- | --------------------- | --------- | -------------- | ------- | -------------------- | ----------- | ------- | -------- |
|         | Espe                  | 1 - 1     | Espuce         |         | El Chan              | 14 de julio | 10:00   | No tiene |
|         | Liga de Quito Amateur | 4 - 1     | Unión Española |         | Casa de la Selección | 15 de julio | 10:00   | No tiene |

| Fecha 4 | Fecha 4        | Fecha 4   | Fecha 4               | Fecha 4 | Fecha 4              | Fecha 4     | Fecha 4 | Fecha 4  |
|         | Local          | Resultado | Visitante             |         | Estadio              | Fecha       | Hora    | TV       |
| ------- | -------------- | --------- | --------------------- | ------- | -------------------- | ----------- | ------- | -------- |
|         | Unión Española | 4 - 1     | Liga de Quito Amateur |         | Fedenador            | 21 de julio | 13:00   | No tiene |
|         | Espuce         | 2 - 1     | Espe                  |         | Casa de la Selección | 21 de julio | 19:30   | No tiene |

| Fecha 5 | Fecha 5               | Fecha 5   | Fecha 5        | Fecha 5 | Fecha 5              | Fecha 5     | Fecha 5 | Fecha 5  |
|         | Local                 | Resultado | Visitante      |         | Estadio              | Fecha       | Hora    | TV       |
| ------- | --------------------- | --------- | -------------- | ------- | -------------------- | ----------- | ------- | -------- |
|         | Espe                  | 1 - 1     | Unión Española |         | El Chan              | 28 de julio | 10:00   | No tiene |
|         | Liga de Quito Amateur | 4 - 0     | Espuce         |         | Casa de la Selección | 28 de julio | 11:00   | No tiene |

| Fecha 6 | Fecha 6               | Fecha 6   | Fecha 6        | Fecha 6 | Fecha 6            | Fecha 6     | Fecha 6 | Fecha 6  |
|         | Local                 | Resultado | Visitante      |         | Estadio            | Fecha       | Hora    | TV       |
| ------- | --------------------- | --------- | -------------- | ------- | ------------------ | ----------- | ------- | -------- |
|         | Espuce                | 2 - 1     | Unión Española |         | Francisco Reinoso  | 4 de agosto | 11:00   | No tiene |
|         | Liga de Quito Amateur | 1 - 3     | Espe           |         | Complejo El Carmen | 4 de agosto | 11:00   | No tiene |

#### Cuadrangular del descenso

##### Clasificación
|  |    | Equipo                  | PJ | PG | PE | PP | GF | GC | DG | PTS |
|  | -- | ----------------------- | -- | -- | -- | -- | -- | -- | -- | --- |
|  | 1. | Carneras                | 3  | 2  | 1  | 0  | 5  | 2  | +3 | 7   |
|  | 2. | Deportivo Santo Domingo | 3  | 2  | 0  | 1  | 8  | 3  | +5 | 6   |
|  | 3. | Talleres Emanuel        | 3  | 0  | 2  | 1  | 6  | 11 | -5 | 2   |
|  | 4. | Siete de Febrero        | 3  | 0  | 1  | 2  | 6  | 9  | -3 | 1   |

|  | Descendieron a la Serie B 2019. |

###### Evolución de la clasificación
| Equipo / Fecha          | 01 | 02 | 03 |
| ----------------------- | -- | -- | -- |
| Carneras                | 2  | 1  | 1  |
| Deportivo Santo Domingo | 1  | 2  | 2  |
| Talleres Emanuel        | 3  | 3  | 3  |
| Siete de Febrero        | 4  | 4  | 4  |

##### Resultados
| Fecha 1 | Fecha 1                 | Fecha 1   | Fecha 1          | Fecha 1 | Fecha 1             | Fecha 1     | Fecha 1 | Fecha 1  |
|         | Local                   | Resultado | Visitante        |         | Estadio             | Fecha       | Hora    | TV       |
| ------- | ----------------------- | --------- | ---------------- | ------- | ------------------- | ----------- | ------- | -------- |
|         | Deportivo Santo Domingo | 3 - 2     | Siete de Febrero |         | Valeriano Gavinelli | 29 de junio | 16:00   | No tiene |
|         | Carneras                | 2 - 2     | Talleres Emanuel |         | Valeriano Gavinelli | 29 de junio | 18:00   | UPSTV    |

| Fecha 2 | Fecha 2          | Fecha 2   | Fecha 2                 | Fecha 2 | Fecha 2             | Fecha 2     | Fecha 2 | Fecha 2  |
|         | Local            | Resultado | Visitante               |         | Estadio             | Fecha       | Hora    | TV       |
| ------- | ---------------- | --------- | ----------------------- | ------- | ------------------- | ----------- | ------- | -------- |
|         | Talleres Emanuel | 4 - 4     | Siete de Febrero        |         | Valeriano Gavinelli | 30 de junio | 15:00   | No tiene |
|         | Carneras         | 1 - 0     | Deportivo Santo Domingo |         | Valeriano Gavinelli | 30 de junio | 17:00   | UPSTV    |

| Fecha 3 | Fecha 3          | Fecha 3   | Fecha 3                 | Fecha 3 | Fecha 3             | Fecha 3    | Fecha 3 | Fecha 3  |
|         | Local            | Resultado | Visitante               |         | Estadio             | Fecha      | Hora    | TV       |
| ------- | ---------------- | --------- | ----------------------- | ------- | ------------------- | ---------- | ------- | -------- |
|         | Talleres Emanuel | 0 - 5     | Deportivo Santo Domingo |         | Valeriano Gavinelli | 1 de julio | 10:00   | No tiene |
|         | Siete de Febrero | 0 - 2     | Carneras                |         | Valeriano Gavinelli | 1 de julio | 12:00   | UPSTV    |

### Tercera etapa
|  | Semifinales        | Semifinales               | Semifinales        | Semifinales        |   |   | Final                | Final                | Final                | Final                |  |
|  | 16 al 26 de agosto | 16 al 26 de agosto        | 16 al 26 de agosto | 16 al 26 de agosto |   |   | 2 al 9 de septiembre | 2 al 9 de septiembre | 2 al 9 de septiembre | 2 al 9 de septiembre |  |
|  |                    |                           |                    |                    |   |   |                      |                      |                      |                      |  |
|  |                    |                           |                    |                    |   |   |                      |                      |                      |                      |  |
|  | 1                  | Universidad San Francisco | 0                  | 0                  |   |   |                      |                      |                      |                      |  |
|  | 1                  | Universidad San Francisco | 0                  | 0                  |   |   |                      |                      |                      |                      |  |
|  | 4                  | Espe                      | 0                  | 1                  |   |   |                      |                      |                      |                      |  |
|  | 4                  | Espe                      | 0                  | 1                  |   | 4 | Espe                 | 0                    | 0                    |                      |  |
|  |                    |                           |                    |                    |   | 4 | Espe                 | 0                    | 0                    |                      |  |
|  |                    |                           | 3                  | Ñañas              | 1 | 1 |                      |                      |                      |                      |  |
|  | 2                  | Liga de Quito Amateur     | 3                  | Ñañas              | 1 | 1 | 1                    | 0                    |                      |                      |  |
|  | 2                  | Liga de Quito Amateur     |                    |                    |   |   | 1                    | 0                    |                      |                      |  |
|  | 3                  | Ñañas                     | 4                  | 1                  |   |   |                      |                      |                      |                      |  |
|  | 3                  | Ñañas                     | 4                  | 1                  |   |   |                      |                      |                      |                      |  |
|  |                    |                           |                    |                    |   |   |                      |                      |                      |                      |  |

#### Semifinales
| 16 de agosto de 2018, 20:00 | Universidad San Francisco | 0:0     | Espe | Casa de la Selección, Quito |  |
|                             |                           | Reporte |      |                             |  |

| 26 de agosto de 2018, 17:45 | Espe         | 1:0 (1:0) | Universidad San Francisco | Estadio El Chan, Machachi |  |
|                             | Chicaiza 29' | Reporte   |                           |                           |  |

| 17 de agosto de 2018, 19:00 | Liga de Quito Amateur | 1:4 (1:3) | Ñañas                   | Casa de la Selección, Quito |  |
|                             | Briones 17'           | Reporte   | Zambrano 6' 26' 35' 72' |                             |  |

| 26 de agosto de 2018, 14:30 | Ñañas        | 1:0 (1:0) | Liga de Quito Amateur | Estadio Gonzalo Pozo Ripalda, Quito |  |
|                             | Zambrano 29' | Reporte   |                       |                                     |  |

#### Final
| 2 de septiembre de 2018, 16:30 | Espe | 0:1 (0:1) | Ñañas        | Estadio El Chan, Machachi                            |                                                      |
|                                |      | Reporte   | Zambrano 24' | Asistencia: 1000 espectadores Árbitro(s): Rogel Loor | Asistencia: 1000 espectadores Árbitro(s): Rogel Loor |

| 9 de septiembre de 2018, 15:00 | Ñañas        | 1:0 (1:0) | Espe | Casa de la Selección, Quito |                             |
|                                | Villamar 29' | Reporte   |      | Árbitro(s): César Bustillos | Árbitro(s): César Bustillos |

- Ñañas clasificó a la final del campeonato tras vencer 2-0 a Espe en el marcador global.

## Final
| 16 de septiembre de 2018, 15:00 | Ñañas                         | 2:2 (1:1) | Unión Española                              | Casa de la Selección, Quito |  |
|                                 | González 31' · Carrillo 90+2' | Reporte   | Joselyn Espinales 5' · Ingrid Rodríguez 64' |                             |  |

| 23 de septiembre de 2018, 15:00 | Unión Española      | 1:1 (1:0) | Ñañas                 | Estadio Christian Benítez, Guayaquil                      |                                                           |
|                                 | Analiz Zambrano 23' | Reporte   | Fernanda Vásconez 57' | Asistencia: 1000 espectadores Árbitro(s): Geovanny García | Asistencia: 1000 espectadores Árbitro(s): Geovanny García |

- Unión Española se coronó campeón y clasificó a la Copa Libertadores Femenina 2018 tras vencer 3-3 a Ñañas en el marcador global con la regla del gol de visitante.

### Campeón
|                                   |
| Unión Española Campeón 3.° Título |

## Estadísticas

### Máximas goleadoras
|     | Jugador            | Equipo                  |    |
| --- | ------------------ | ----------------------- | -- |
| 1.  | Yosneidy Zambrano  | Ñañas                   | 26 |
| 2.  | Rocío Mora         | Espuce                  | 13 |
| 3.  | Adriana Barre      | Deportivo Santo Domingo | 11 |
| 4.  | María Belén Aragón | Liga de Quito Amateur   | 10 |
| 5.  | Madelin Riera      | Unión Española          | 9  |
| 6.  | Suany Fajardo      | Unión Española          | 9  |
| 7.  | Nicole Prado       | Liga de Quito Amateur   | 8  |
| 8.  | Estefanía Yugcha   | Espe                    | 8  |
| 9.  | Mayra Macay        | Espe                    | 8  |
| 10. | Geismar Cabeza     | Carneras                | 8  |